# Csád hadereje
Csád hadereje a szárazföldi erőkből és a légierőből áll.

## Fegyveres erők létszáma
- Aktív: 25 350 fő

## Szárazföldi erők
Létszám
25 000 fő
Állomány
- 1 páncélos zászlóalj
- 7 gyalogos zászlóalj
- 1 tüzér osztály
- 1 műszaki zászlóalj

Felszerelés
- 60 db harckocsi (T–55)
- 115 db felderítő harcjármű (BRDM–2)
- 40 db páncélozott szállító jármű (BTR–60, EE–90)
- 5 db vontatásos tüzérségi löveg

## Légierő
Létszám
350 fő
Felszerelés
- 2 db harci repülőgép
- 7 db szállító repülőgép (C–130, An–26)
- 2 db harci helikopter
- 4 db szállító helikopter